# Síndrome de evitación patológica de la demanda
El Síndrome de Evitación Extrema de demandas (en inglés, Pathological Demand Avoidance, PDA) o Síndrome de Newson (Newson's syndrome) es una condición diagnóstica reconocida en el Reino Unido como una condición permanente de algunas personas que presentan un cuadro similar al autismo, pero con mejores habilidades de comunicación social y de interacción. También está asociado al TDAH. Su característica principal es la evasión de demandas, entendiendo 'demandas' como solicitudes o peticiones cotidianas hechas por otros, debido a los altos niveles de ansiedad que les generan.
Es fundamental distinguir este patrón del trastorno negativista desafiante (TND) o trastorno oposicionista desafiante (TOD). Aunque ambas condiciones implican una resistencia a las demandas, en el PDA esta conducta proviene principalmente de una fuerte ansiedad y una necesidad de preservar la autonomía personal, en lugar de una actitud deliberada de desafío o confrontación. Desde un enfoque neuroafirmativo, activistas autistas con perfil PDA prefieren identificar este patrón como Impulso Persistente de Autonomía (Pervasive Drive for Autonomy en inglés). 

## Historia
El PDA fue descrito por primera vez por Elizabeth Newson durante la década de 1980 como un trastorno generalizado del desarrollo distinto del autismo. Posteriormente, fue siendo cada vez más reconocido como un trastorno del espectro autista. En 2020 se publicó un estudio donde se relaciona con el TDAH y la disfunción ejecutiva.
No ha sido incluido en el DSM en parte debido a su reciente descubrimiento, y en parte debido al nuevo enfoque de este manual, que ha evitado incluir subcategorías para el autismo (razón por la que quedaron también excluidas las subcategorías de trastorno de Asperger y trastorno autista no especificado).
Así mismo, el PDA no se diagnostica aún en ningún país de habla hispana, por lo que hay muy pocas publicaciones en español. Sin embargo, los profesionales dicen que hay un alto porcentaje de niños con este problema y no son diagnosticados.
Entre las herramientas desarrolladas para ayudar a su diagnóstico, está la Entrevista diagnóstica para trastornos sociales y de la comunicación, en inglés Diagnostic Interview for Social and Communication Disorders (DISCO), desarrollada por Lorna Wing y Judith Gould, destinada a la práctica clínica e investigación, que puede ser aplicada tanto a niños como adultos.

## Descripción
Las personas con PDA evitan las demandas cotidianas realizadas por otros, debido a que tienen dañada la Función ejecutiva. Suelen tener mejores habilidades comunicativas y de interacción social que otras personas autistas, y son capaces de usarlas en su beneficio. Del mismo modo, suelen tener muy desarrolladas las capacidades de imitación social y juego de roles (quizá otra diferencia con el autismo kanneriano). Sin embargo, presentan serias dificultades de integración en la vida social. 
Otras características de estas personas son:
- Aparentemente son sociables, dado que aprenden a manejar situaciones, pero con claras limitaciones en cuanto a la comprensión de elementos contextuales.
- Ataques de ira repentinos sin causa aparente.
- Pasividad comunicativa, pero con posibilidad de recuperación.
- Comportamiento obsesivo, que a menudo se centra más en personas que en objetos, a diferencia de los autistas.

Aun cuando no tiene relación con el autismo, en algunos casos puede presentarse como comorbilidad junto con aquel.
En el caso de un niño con este trastorno, puede llegar a ser catalogado como "desobediente" al resistirse a cumplir las instrucciones que se le dan.